# اتفاقية ساعات العمل وفترات الراحة (النقل البري) ، 1939
اتفاقية ساعات العمل وفترات الراحة (النقل البري)، 1939 (أُهمل) هي اتفاقية منظمة العمل الدولية .

تأسست عام 1939 ، ومقدمتها:
وبعد أن تَقرر اعتماد بعض المقترحات المتعلقة بتنظيم ساعات العمل وفترات الراحة للسائقين المحترفين (ومعاونيهم) للمركبات العاملة في النقل البري،...

## تعديل
تم تنقيح المفاهيم الواردة في الاتفاقية وإدراجها في اتفاقية منظمة العمل الدولية رقم C153، اتفاقية ساعات العمل وفترات الراحة (النقل البري)، 1979.

## تصديقات
قبل اهمالها، صدقت أربع دول على الاتفاقية.

## روابط خارجية
- نص .
- تصديقات .